# Caorlina
La caorlina è un'imbarcazione tipica della Laguna di Venezia.

## Storia
Il nome è legato al luogo della sua origine: Caorle, comune della provincia di Venezia, un tempo terza isola del dogado per estensione, dopo Venezia e Chioggia.

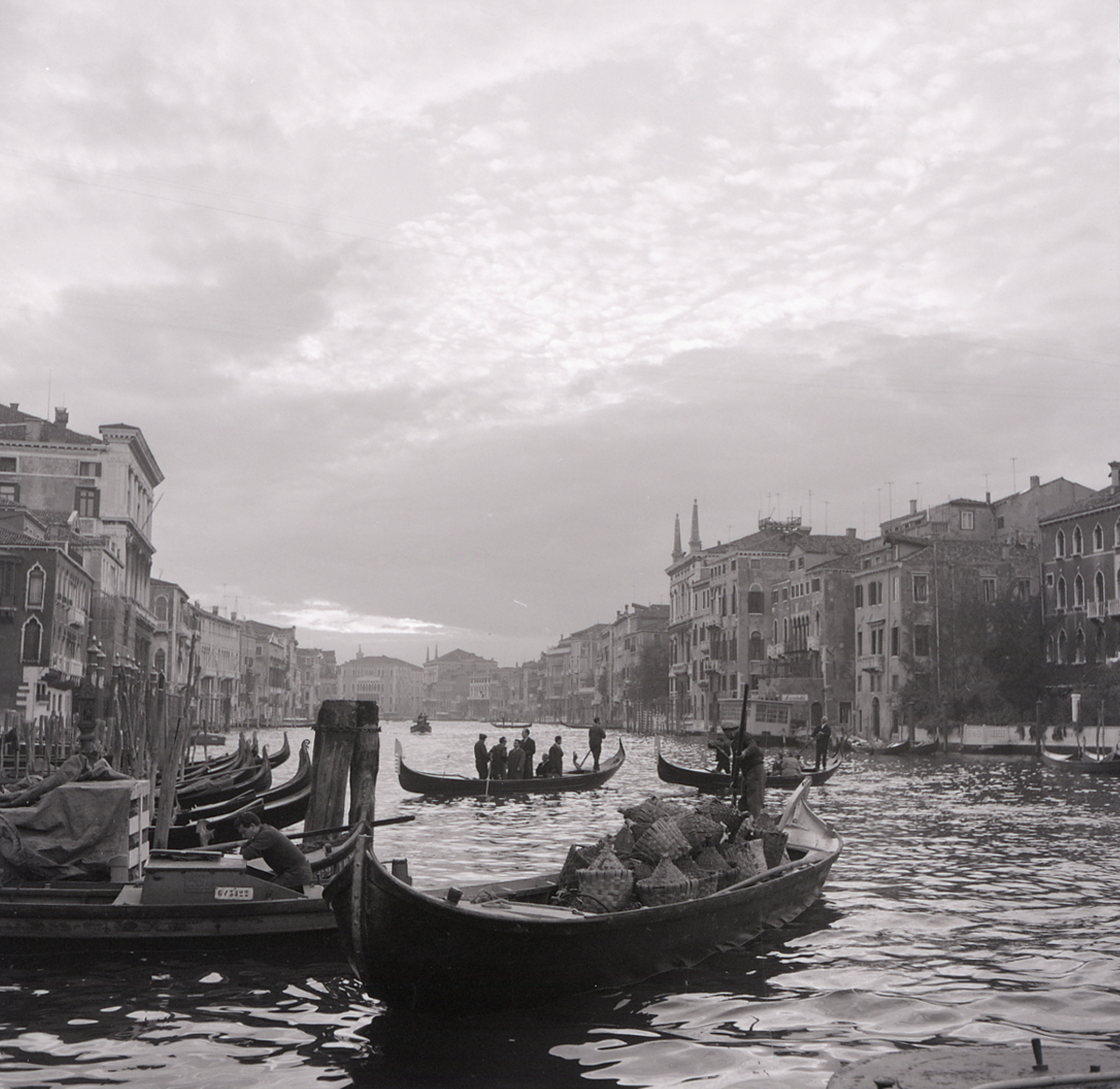
Caorlina in una foto di Paolo Monti del 1965. Fondo Paolo Monti, BEIC

Le caratteristiche della caorlina sono innanzitutto il fondo piatto e la prua e la poppa uguali e rialzate; questo consente con facilità la voga da parte di quattro o sei rematori. Le dimensioni tipiche dell'imbarcazione sono 9,65 metri di lunghezza per 1,75 metri di larghezza; usata inizialmente per la pesca in laguna (detta a seragia) e per il trasporto anche di ingenti carichi (grazie alla sua capienza ed agilità di movimento), oggi è una delle imbarcazioni più rinomate nelle regate sul breve percorso della Regata Storica di Venezia. Era la seconda barca da trasporto veneziana dopo la peata e veniva principalmente utilizzata per il trasporto alimentare (pesce, frutta e verdura), soppiantate dai moto topi ora esistono solo in versione da regata le quali sono leggermente diverse: hanno una minore larghezza e peso minore. La prua è speculare alla poppa. È completamente simmetrica. Viene vogata da 6 vogatori. Il poppiere voga in posizione sopraelevata e ha una forcola diversa, più grande e tipicamente a 2 morsi : quello superiore per la normale vogata e quello inferiore che viene utilizzato per vogare nei canali più stretti o in presenza di altre barche a fianco. 

## Caorlina grandeCittà di Caorle

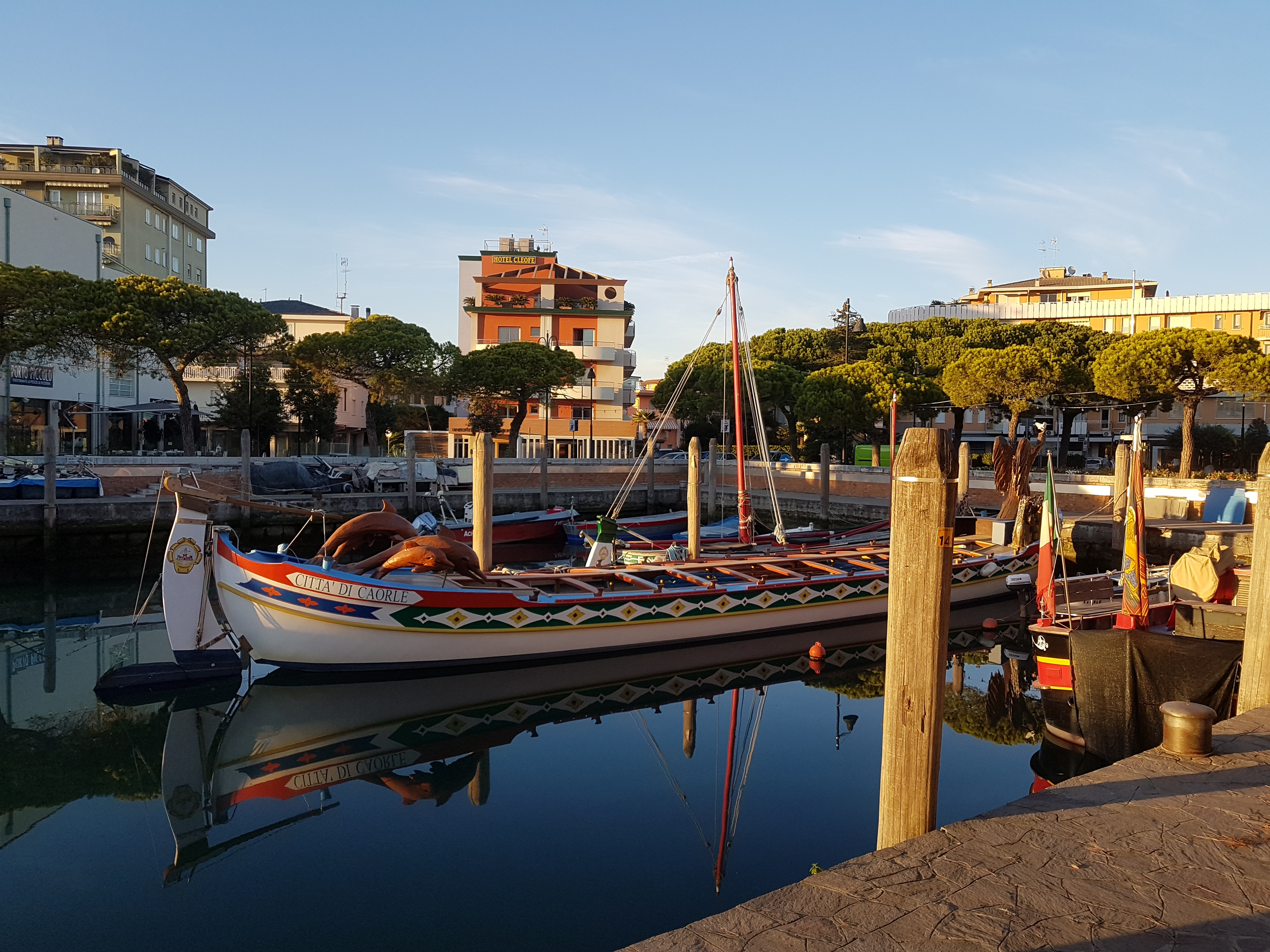
La Caorlina grande ormeggiata nel porto interno di Caorle.

Dagli anni novanta del novecento, a Caorle è stata costruita una caorlina grande da parata, denominata Città di Caorle a 24 rematori, utilizzata per scopi di rappresentanza e cortei acquei. Quasi ininterrottamente dal 1996, la Caorlina grande Città di Caorle è parte del corteo della Regata Storica di Venezia. È inoltre utilizzata per trasportare il Simulacro della Madonna dell'Angelo durante i solenni festeggiamenti che si tengono ogni cinque anni nel mese di settembre a Caorle.